# Єжмановиці-Пшегиня (гміна)
Гміна Єжмановіце-Пшеґіня (пол. Gmina Jerzmanowice-Przeginia) — сільська гміна у південній Польщі. Належить до Краківського повіту Малопольського воєводства.
Станом на 31 грудня 2011 у гміні проживало 10652 особи.

## Площа
Згідно з даними за 2007 рік площа гміни становила 68.39 км², у тому числі:
- орні землі: 85.00%
- ліси: 9.00%

Таким чином, площа гміни становить 5.56% площі повіту.

## Населення
Станом на 31 грудня 2011:
| Опис     | Загалом | Загалом | Чоловіки | Чоловіки | Жінки | Жінки |
| -------- | ------- | ------- | -------- | -------- | ----- | ----- |
| одиниця  | осіб    | %       | осіб     | %        | осіб  | %     |
| все      | 10652   | 100     | 5251     | 49.30    | 5401  | 50.70 |
| міське   | 0       | 100     | 0        |          | 0     |       |
| сільське | 10652   | 100     | 5251     | 49.30    | 5401  | 50.70 |

## Сусідні гміни
Гміна Єжмановіце-Пшеґіня межує з такими гмінами: Велька Весь, Забежув, Кшешовіце, Олькуш, Скала, Сулошова.